# Arbrå Markisfabrik
Arbrå Markisfabrik var en fabrik för markistillverkning m.m. i Arbrå mellan åren 1947 och 1959.

## Historik

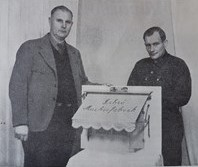
Arbrå Markisfabrik, Jonas Löfgren och Bertil Olsson.

I juni 1934 startade Jonas Löfgren, född 24 maj 1893 och bosatt i Forsbro, busstrafik till Nianfors. Turlistan upptog tre turer dagligen. Eftersom firman ännu ej fått trafiktillstånd för sträckan Arbrå – Vallsta, måste turen gå över Norränge och bron över älven vid Backaån till Vallsta station och från denna tillbaka över älven, nu med kurs mot Nianfors. Bron hade byggts 1934 och den första tiden hade bussen fått krångla sig över på den befintliga färjan. Med en ny bro fick bussarna lov att svälla ut och i slutet av 1930-talet började skolskjutsarna då Backaskolan blivit indragen. Vid bostaden i Forsbro öppnade fru Lisa Löfgren huvudbyggnadens rum mot söder och öster för kaférörelse och så småningom också vandrarhem och för bussförarna var det matservering. År 1947 blir gårdens ansikte förändrat. Trafiken var såld till Vasatrafik, vandrarhems- och kaférörelsen upphört. Industrin sätter in.

## Tillverkning

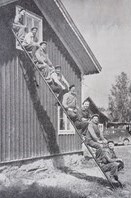
Personal på egentillverkad stege, omkring 1948.

I samråd med direktör Hansson i Söderhamn startas Arbrå Markisfabrik med markistillverkning. Firman var den enda norr om Stockholm. Tillverkningen omfattades även av stålrörsstegar och piskställ som var efterfrågade produkter. Produktionen sysselsatte 12 personer, därav 4 kvinnor. För tillskärningen vid markistillverkningen användes ett 7 meter långt bord och materialet var färgsprakande gummibelagd Sobra-väv, engelskt skinn samt en mycket kraftig japansk bomullsväv.
Stegarna som tillverkades var fristående stålrörs- och vinkeljärnsstegar med spännstag, lätta men kraftiga, samt tak-, vägg- och livräddningsstegar. Produktionen pågick till slutet av 1950-talet och Jonas Löfgren avled 9 januari 1960.